# Floriano (Maringá)
Floriano é um distrito do município brasileiro de Maringá, no estado do Paraná.
O povoado surgiu antes da formação do município de Maringá e ganhou o nome definitivo somente em 1951. A localidade era destino de muitos pioneiros que se estabeleceram na região na década de 1930. A maior parte dos pioneiros chegaram na região em caravanas procedentes de vários estados do Brasil, em sua maioria colonos paulistas e mineiros, organizadas pela Companhia Melhoramentos Norte do Paraná (CMNP).
Em 1951 o distrito de Maringá desmembrou-se de Mandaguari, emancipando para formar um novo município. De acordo com a Lei Estadual n.º 790, de 14 de novembro de 1951, foi criado o distrito de Floriano e anexado no município de Maringá. A sede do distrito de Floriano chegou a contar com agência bancária, correio, delegacia, cinema, corregeria, cartório eleitoral e diversos estabelecimentos comerciais.
De acordo com o Instituto Brasileiro de Geografia e Estatística (IBGE), sua população no ano de 2010 era de 1 884 habitantes.